# Satellite Awards 2005

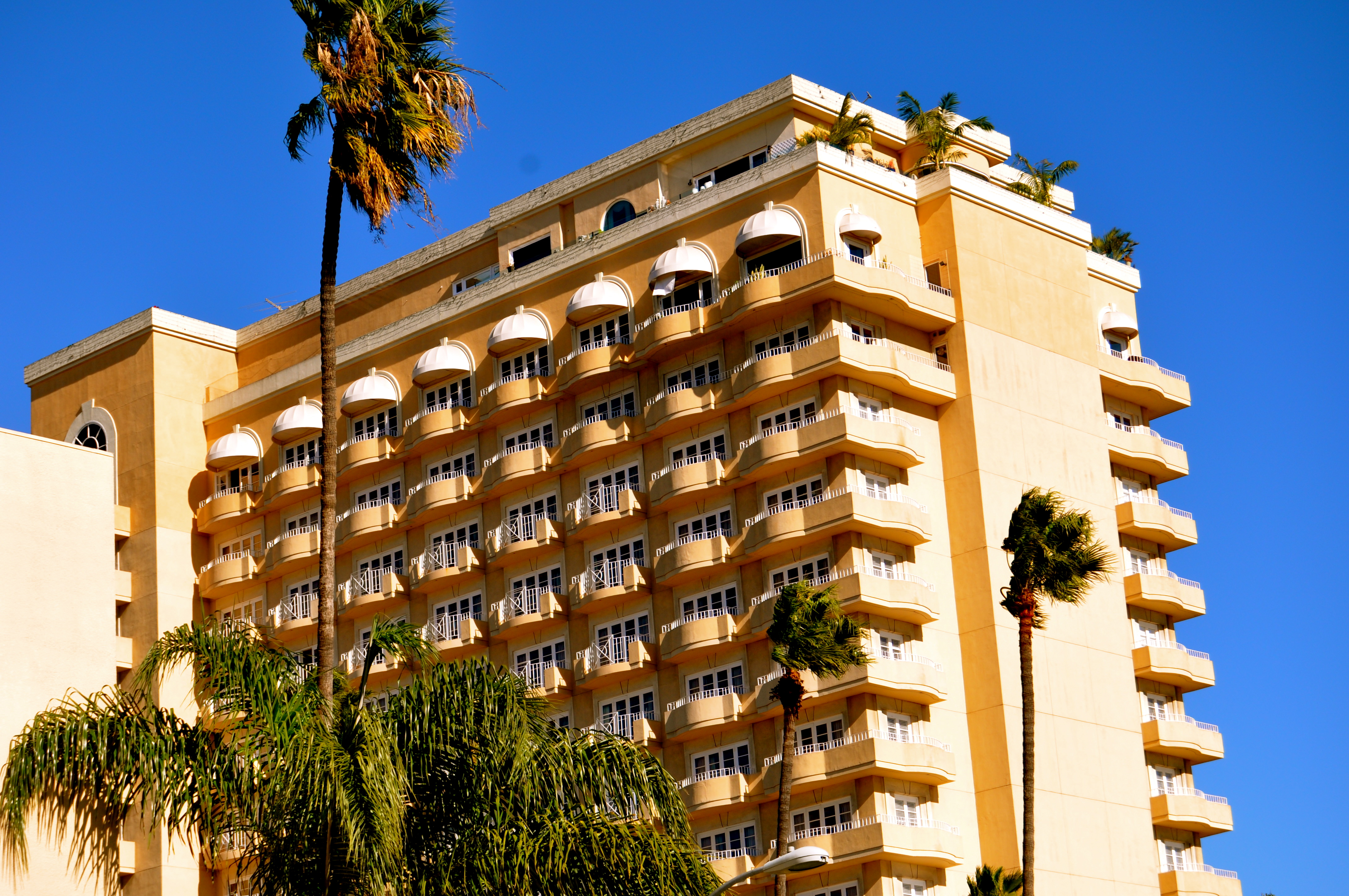
Four Seasons Hotel in Beverly Hills

 Die 10. Verleihung der US-amerikanischen Satellite Awards, welche die International Press Academy (IPA) jedes Jahr in verschiedenen Film- und Medienkategorien vergibt, fand am Samstag, den 17. Dezember 2005, im Four Seasons Hotel in Beverly Hills statt. Die Nominierungen wurden am 1. Dezember 2005 bekannt gegeben. Dies war die erste Verleihung dieses Preises am Ende des Jahres. Somit fanden im Jahr 2005 zwei Verleihungen der Satellite Awards statt: Im Januar die 9. Satellite Awards für das vergangene Filmjahr 2004 und im Dezember die 10. Satellite Awards für das Filmjahr 2005.

## Sonderauszeichnungen
- Auteur Award (für eine einzigartige Kontrolle über die Filmproduktionselemente) – George Clooney
- Mary Pickford Award (für herausragende Beiträge zur Entertainment-Branche) – Gena Rowlands
- Tesla Award (für innovative Leistungen in der Filmproduktion) – Stan Winston

## Gewinner und Nominierte im Bereich Film
| Film                                        | N | A |
| ------------------------------------------- | - | - |
| Die Geisha                                  | 9 | 1 |
| Brokeback Mountain                          | 8 | 4 |
| Sin City                                    | 7 | 0 |
| Good Night, and Good Luck.                  | 6 | 2 |
| Kung Fu Hustle                              | 6 | 0 |
| Walk the Line                               | 5 | 2 |
| Capote                                      | 5 | 1 |
| Kiss Kiss, Bang Bang                        | 5 | 1 |
| Königreich der Himmel                       | 5 | 1 |
| Rent                                        | 4 | 1 |
| Happy Endings                               | 4 | 0 |
| Jarhead – Willkommen im Dreck               | 4 | 0 |
| Shopgirl                                    | 4 | 0 |
| Der ewige Gärtner                           | 3 | 2 |
| Star Wars: Episode III – Die Rache der Sith | 3 | 2 |
| Die Familie Stone – Verloben verboten!      | 3 | 0 |
| A History of Violence                       | 3 | 0 |

### Bester Film (Drama)
Brokeback Mountain
- A History of Violence
- Capote
- Das Comeback
- Die Geisha
- The War Within

### Bester Film (Komödie/Musical)
Walk the Line
- Rent
- Shopgirl
- Hustle & Flow
- Happy Endings
- Kung Fu Hustle

### Bester Hauptdarsteller (Drama)
Philip Seymour Hoffman – Capote
David Strathairn – Good Night, and Good Luck.
Jake Gyllenhaal – Jarhead – Willkommen im Dreck
Tommy Lee Jones – Three Burials – Die drei Begräbnisse des Melquiades Estrada
Heath Ledger – Brokeback Mountain
Viggo Mortensen – A History of Violence

### Beste Hauptdarstellerin (Drama)
Felicity Huffman – Transamerica
Charlize Theron – Kaltes Land
Julianne Moore – The Prize Winner Of Defiance, Ohio
Robin Wright Penn – Nine Lives
Zhang Ziyi – Die Geisha
Toni Collette – In den Schuhen meiner Schwester

### Bester Hauptdarsteller (Komödie/Musical)
Terrence Howard – Hustle & Flow
Bill Murray – Broken Flowers
Kevin Costner – An deiner Schulter
Joaquín Phoenix – Walk the Line
Robert Downey Jr. – Kiss Kiss, Bang Bang
Cillian Murphy – Breakfast on Pluto

### Beste Hauptdarstellerin (Komödie/Musical)
Reese Witherspoon – Walk the Line
Judi Dench – Lady Henderson präsentiert
Joan Allen – An deiner Schulter
Claire Danes – Shopgirl
Joan Plowright – Mrs. Palfrey at the Claremont
Keira Knightley – Stolz und Vorurteil

### Bester Nebendarsteller (Drama)
Danny Huston – Der ewige Gärtner
Chris Cooper – Capote
Jake Gyllenhaal – Brokeback Mountain
Edward Norton – Königreich der Himmel
Mickey Rourke – Sin City
Peter Sarsgaard – Jarhead – Willkommen im Dreck

### Beste Nebendarstellerin (Drama)
Laura Linney – Der Tintenfisch und der Wal
Amy Adams – Junikäfer
Maria Bello – A History of Violence
Gong Li – Die Geisha
Shirley MacLaine – In den Schuhen meiner Schwester
Frances McDormand – Kaltes Land

### Bester Nebendarsteller (Komödie/Musical)
Val Kilmer – Kiss Kiss, Bang Bang
Tom Arnold – Happy Endings
Corbin Bernsen – Kiss Kiss, Bang Bang
Steve Coogan – Happy Endings
Craig T. Nelson – Die Familie Stone – Verloben verboten!
Jason Schwartzman – Shopgirl

### Beste Nebendarstellerin (Komödie/Musical)
Rosario Dawson – Rent
America Ferrera – Eine für 4
Diane Keaton – Die Familie Stone – Verloben verboten!
Rachel McAdams – Die Familie Stone – Verloben verboten!
Michelle Monaghan – Kiss Kiss, Bang Bang
Qiu Yuen – Kung Fu Hustle

### Bester Dokumentarfilm
Mad Hot Ballroom
- Die Reise der Pinguine
- Murderball
- New York Dolls
- Favela Rising
- Enron, The smartest Guy in the Room

### Bester fremdsprachiger Film
Die beste Mutter (Äideistä parhain), Finnland
- Walk on Water (Lalechet al haMajim), Israel
- Voces inocentes, Mexiko
- Lila dit ça, Frankreich
- 2046, China
- Schildkröten können fliegen (Lakposchtha ham parwaz mikonand), Iran

### Bester Film (Animationsfilm oder Real-/Animationsfilm)
Die Chroniken von Narnia: Der König von Narnia
- Das wandelnde Schloss
- Corpse Bride – Hochzeit mit einer Leiche
- Wallace & Gromit – Auf der Jagd nach dem Riesenkaninchen
- Himmel und Huhn

### Beste Regie
Ang Lee – Brokeback Mountain
George Clooney – Good Night, and Good Luck.
James Mangold – Walk the Line
Chris Columbus – Rent
Bennett Miller – Capote
Rob Marshall – Die Geisha

### Bestes adaptiertes Drehbuch
Robin Swicord – Die Geisha
Dan Futterman – Capote
Larry McMurtry, Diana Ossana – Brokeback Mountain
William Broyles junior – Jarhead – Willkommen im Dreck
Steve Martin – Shopgirl
Gil Dennis, James Mangold – Walk the Line

### Bestes Originaldrehbuch
George Clooney, Grant Heslov – Good Night, and Good Luck.
Don Roos – Happy Endings
Noah Baumbach – Der Tintenfisch und der Wal
Rodrigo García – Nine Lives
Ayad Akhtar, Joseph Castelo, Tom Glynn – The War Within
Paul Haggis, Robert Moresco – L.A. Crash

### Beste Filmmusik
Harry Gregson-Williams – Königreich der Himmel
Alberto Iglesias – Der ewige Gärtner
John Williams – Die Geisha
Danny Elfman – Corpse Bride – Hochzeit mit einer Leiche
Robert Rodriguez, Graeme Revell und John Debney – Sin City
Gustavo Santaolalla – Brokeback Mountain

### Bester Filmsong
- A Love That Will Never Grow Old von Gustavo Santaolalla und Bernie Taupin – Brokeback Mountain
  - In the Deep von Bird York – L.A. Crash
  - Broken von Robert Downey Jr. und Mark Hudson – Kiss Kiss, Bang Bang
  - Hustler's Ambition von Curtis Jackson, Brian Hughes und Frankie Beverly – Get Rich or Die Tryin’
  - Magic Works von Jarvis Cocker – Harry Potter und der Feuerkelch

### Beste Kamera
César Charlone – Der ewige Gärtner
Robert Rodriguez – Sin City
Philippe Rousselot – Charlie und die Schokoladenfabrik
Dion Beebe – Die Geisha
Robert Elswit – Good Night, and Good Luck.
Hang-Sang Poon – Kung Fu Hustle
Christopher Doyle – 2046

### Beste Visuelle Effekte
John Knoll, Roger Guyett, Rob Coleman, Brian Gernand – Star Wars: Episode III – Die Rache der Sith
Robert Rodriguez – Sin City
Tom Wood – Königreich der Himmel
Frankie Chung – Kung Fu Hustle
Dennis Muren, Pablo Helman, Randal Dutra, Daniel Sudick – Krieg der Welten

### Bester Filmschnitt
Geraldine Peroni, Dylan Tichenor – Brokeback Mountain
Robert Rodriguez – Sin City
Angie Lam – Kung Fu Hustle
Walter Murch – Jarhead – Willkommen im Dreck
Michael Kahn – Krieg der Welten
Stephen Mirrione – Good Night, and Good Luck.

### Bester Tonschnitt
Tom Myers, Christopher Scarabosio, Andy Nelson, Paul “Salty” Brincat, Ben Burt, Matthew Wood – Star Wars: Episode III – Die Rache der Sith
John Pritchett, Sergio Reyes, Robert Rodriguez, Paula Fairfield, William Jacobs, Carla Murray – Sin City
Paul Pirola – Kung Fu Hustle
Michael Barry, Martin Czembor, Ludovic Henault, Robert Hein – The White Countess
Nelson Stoll, Michael Minkler, Lora Hirshberg, Richard Hymns – Rent

### Bestes Szenenbild
Jim Bissell – Good Night, and Good Luck.
Jeanette Scott, David Hack – Sin City
John Myhre – Die Geisha
Arthur Max – Königreich der Himmel
Gavin Bocquet, Richard Roberts – Star Wars: Episode III – Die Rache der Sith
Luigi Marchione, Vlad Vieru – Modigliani

### Bestes Kostümdesign
Jacqueline Durran – Stolz und Vorurteil
Colleen Atwood – Die Geisha
John Bright – The White Countess
Pam Downe – Modigliani
Janty Yates – Königreich der Himmel
Jany Temime – Harry Potter und der Feuerkelch

## Gewinner und Nominierte im Bereich Fernsehen
| Serie                                | N | A |
| ------------------------------------ | - | - |
| Warm Springs                         | 5 | 0 |
| Elvis                                | 4 | 3 |
| Boston Legal                         | 4 | 0 |
| Dr. House                            | 3 | 3 |
| Empire Falls                         | 3 | 0 |
| Nip/Tuck – Schönheit hat ihren Preis | 3 | 0 |
| Our Fathers                          | 3 | 0 |

### Beste Fernsehserie (Drama)
Dr. House
- Rom
- Rescue Me
- Lost
- Grey’s Anatomy
- Nip/Tuck – Schönheit hat ihren Preis

### Beste Fernsehserie (Komödie/Musical)
The Daily Show
- My Name Is Earl
- The Colbert Report
- Entourage
- Boston Legal

### Beste Miniserie
Elvis
- Empire Falls
- The Virgin Queen
- Miss Marple
- Into the West – In den Westen
- Revelations – Die Offenbarung

### Bester Fernsehfilm
Kifferwahn
- Warm Springs
- Kidnapped
- Lackawanna Blues
- Our Fathers
- The Magic of Ordinary Days
- Als das Morden begann

### Bester Darsteller in einer Serie (Drama)
Hugh Laurie – Dr. House
Denis Leary – Rescue Me
Jake Weber – Medium – Nichts bleibt verborgen
Dylan Walsh – Nip/Tuck – Schönheit hat ihren Preis
Ian McShane – Deadwood

### Beste Darstellerin in einer Serie (Drama)
Kyra Sedgwick – The Closer
Patricia Arquette – Medium – Nichts bleibt verborgen
Geena Davis – Commander in Chief
Joely Richardson – Nip/Tuck – Schönheit hat ihren Preis
Kristen Bell – Veronica Mars
Jennifer Beals – The L Word – Wenn Frauen Frauen lieben

### Bester Darsteller in einer Serie (Komödie/Musical)
Jason Bateman – Arrested Development
Stephen Colbert – The Colbert Report
Kevin Connolly – Entourage
Jason Lee – My Name Is Earl
James Spader – Boston Legal

### Beste Darstellerin in einer Serie (Komödie/Musical)
Felicity Huffman – Desperate Housewives

 Mary-Louise Parker – Weeds – Kleine Deals unter Nachbarn
Candice Bergen – Boston Legal
Lauren Graham – Gilmore Girls
Elizabeth Perkins – Weeds – Kleine Deals unter Nachbarn

### Bester Darsteller in einer Miniserie oder einem Fernsehfilm
Jonathan Rhys Meyers – Elvis
Kenneth Branagh – Warm Springs
Christian Campbell – Reefer Madness: The Musical
Ted Danson – Our Fathers
Rupert Everett – Sherlock Holmes – Der Seidenstrumpfmörder
Ed Harris – Empire Falls

### Beste Darstellerin in einer Miniserie oder einem Fernsehfilm
Kristen Bell – Kifferwahn
Natascha McElhone – Revelations – Die Offenbarung
Geraldine McEwan – Miss Marple
S. Epatha Merkerson – Lackawanna Blues
Cynthia Nixon – Warm Springs
Keri Russell – The Magic of Ordinary Days

### Bester Nebendarsteller
Randy Quaid – Elvis
Paul Newman – Empire Falls
William Shatner – Boston Legal
Tim Blake Nelson – Warm Springs
Brian Dennehy – Our Fathers
Ruben Santiago-Hudson – Die Liebe stirbt nie

### Beste Nebendarstellerin
Lisa Edelstein – Dr. House
Sandra Oh – Grey’s Anatomy
Polly Walker – Rom
Camryn Manheim – Elvis
Jane Alexander – Warm Springs
Shohreh Aghdashloo – 24